# Saroxenus angolanus
Saroxenus angolanus är en mångfotingart som beskrevs av Filippo Silvestri 1948. Saroxenus angolanus ingår i släktet Saroxenus och familjen penseldubbelfotingar. Inga underarter finns listade i Catalogue of Life.